# 徳浦信号場
徳浦信号場（とくうらしんごうじょう）は、大分県津久見市大字徳浦にあった、九州旅客鉄道（JR九州）日豊本線の信号場である。平成29年台風第18号による災害のため、列車交換機能が休止され、2018年（平成30年）3月のダイヤ改正で閉塞化され完全に廃止された。

## 歴史
- 1967年（昭和42年）9月27日：日本国有鉄道が開設。
- 1987年（昭和62年）4月1日：国鉄分割民営化により九州旅客鉄道が継承。
- 2017年（平成29年）
  - 9月17日：平成29年台風第18号の影響により不通となり休止[2]。
  - 9月18日：台風後の点検で、構内の第一鳥越トンネル付近で大規模な土砂流入が確認される[3][4]。
  - 12月18日：臼杵駅 - 佐伯駅間で運転再開。下り線のみ復旧し、交換設備は休止[5][6]。
- 2018年（平成30年）3月17日：廃止[1]。

## 構造
臼杵駅より津久見駅方向に5.2kmの地点に位置する、2線を持つ単線区間列車交換型の信号場であった。下り線のポイントは直線であるが出発信号機は片方向にしかないため一線スルーではない。
カーブ上に設置されており、見通しはあまり良くない。ほぼ中央部にある継電器室の津久見方は短いトンネル（第一鳥越トンネル）になっているため下り側のトンネル入口には中継信号機が建植されている。
2017年（平成29年）9月17日の台風18号により、構内の第一鳥越トンネルの臼杵方出口で大規模な土砂流入が発生、線路や列車交換設備、継電器室などを巻き込む被害となった。
同年12月18日に当信号場を含む臼杵駅 - 佐伯駅間が復旧したが、復旧を優先したため、当信号場構内については被害の少なかった下り線のみを復旧させた。同年10月26日のJR九州の社長定例記者会見において「土砂崩れの被害が深刻だった津久見市徳浦の線路（=徳浦信号場）は複線で、1線だけを復旧させる」とし、社長の青柳俊彦が「単線でもダイヤに大きな影響はなく、利用者に不便を掛けないと判断した。完全復旧だと考えている」と発言していた。上り線については復旧工事は行われず、2018年3月のダイヤ改正をもって信号場は閉塞化され廃止された。

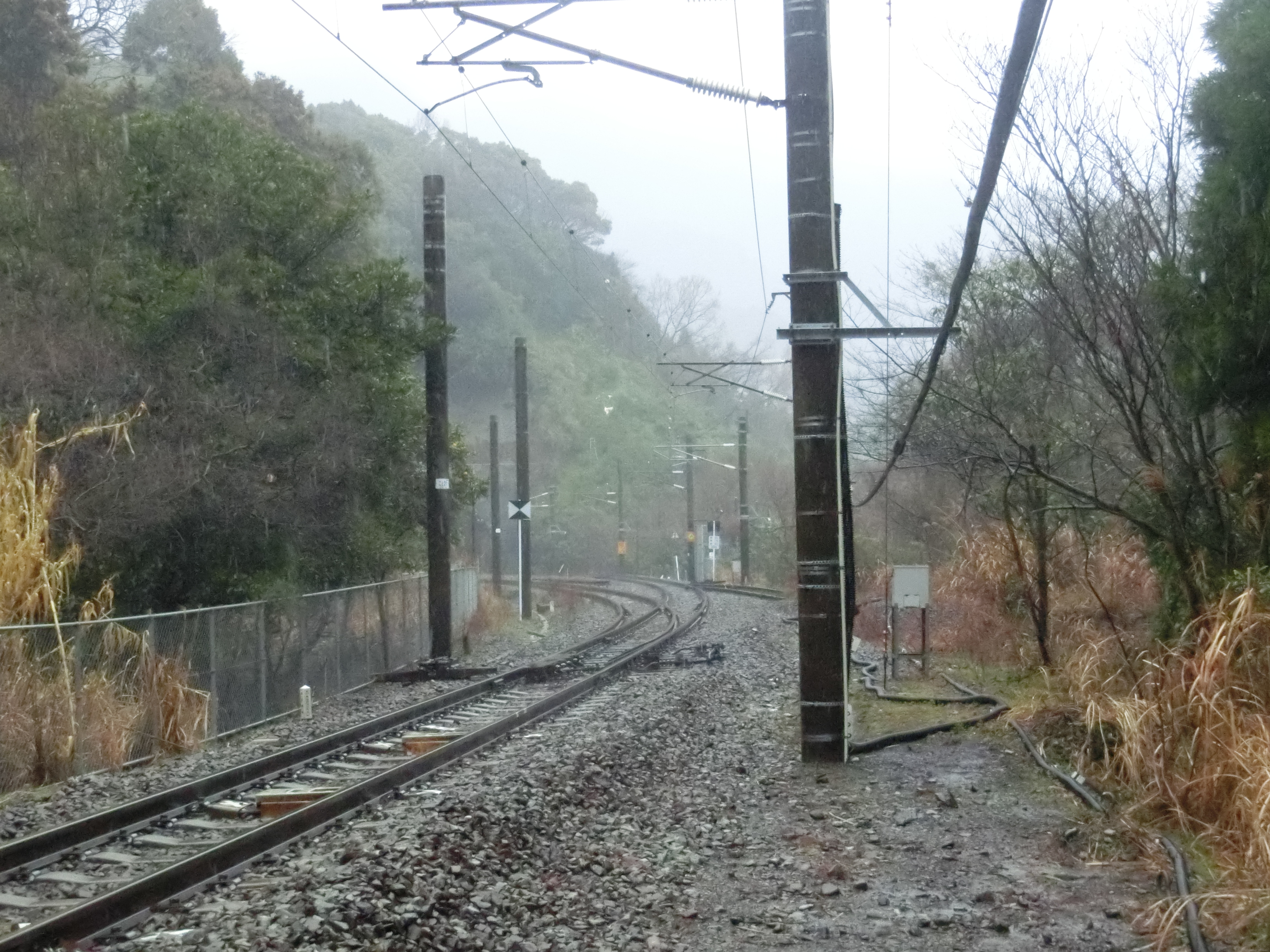
構内を津久見駅方から見た様子
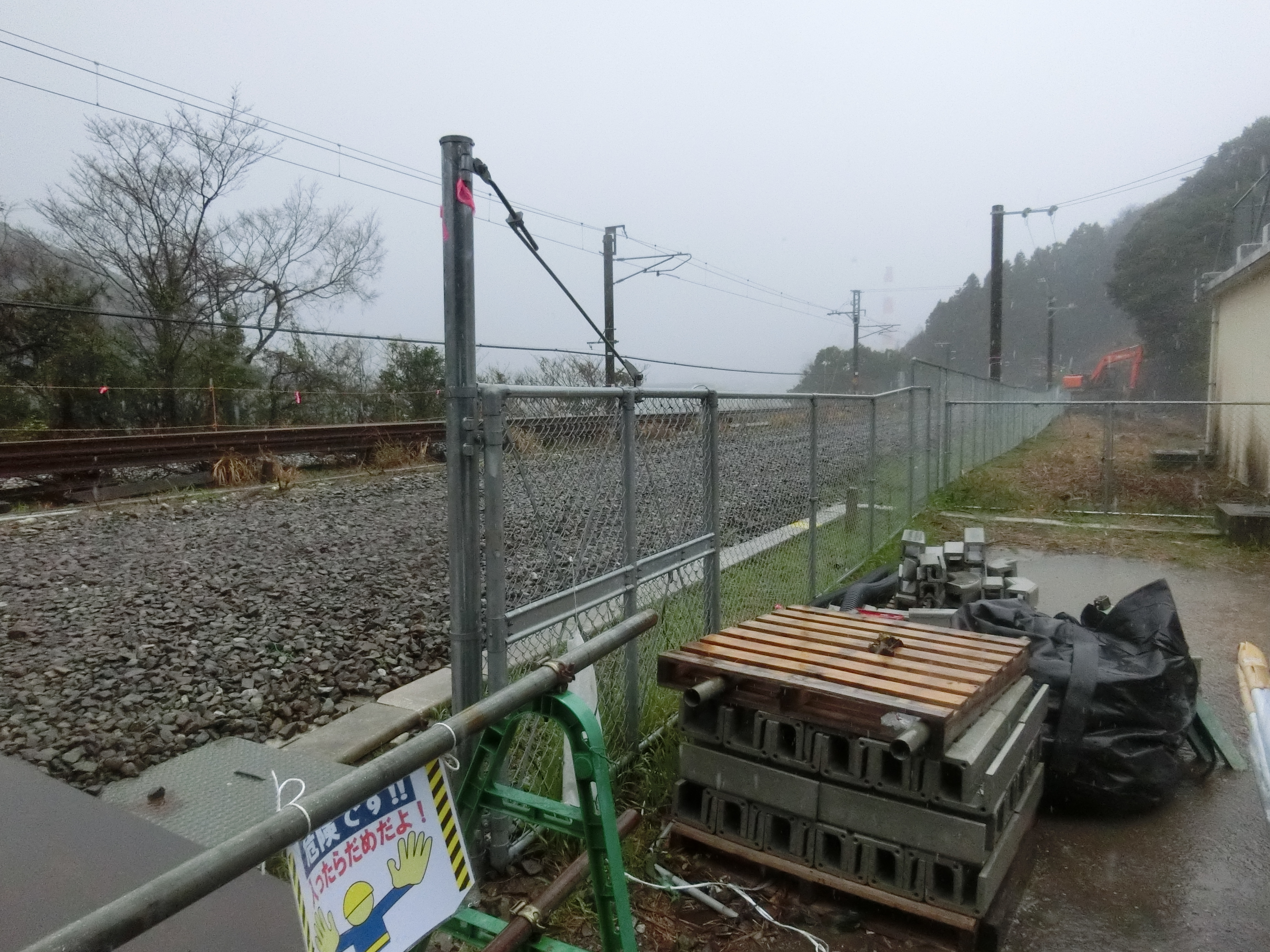
構内を臼杵駅方から見た様子
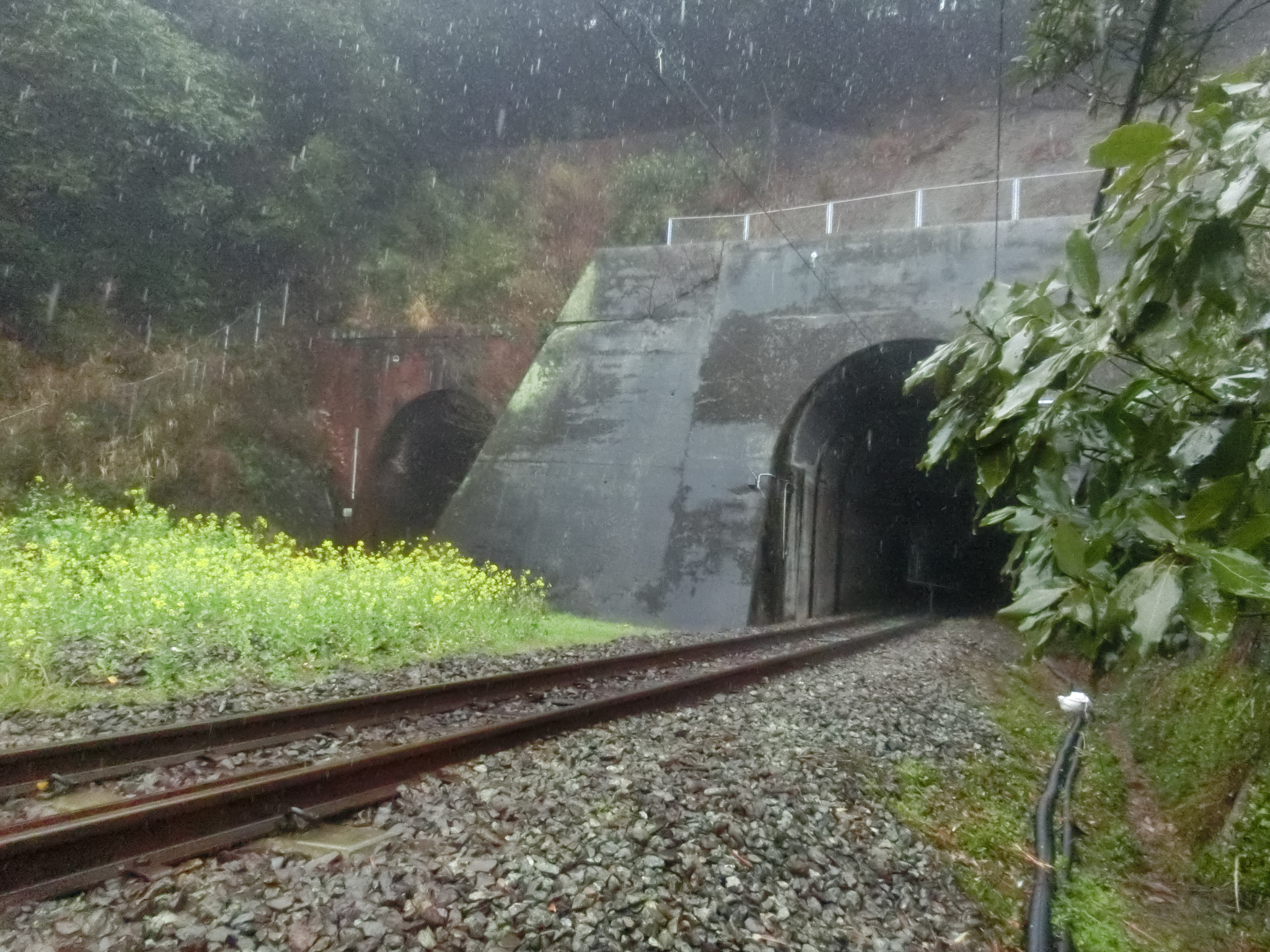
構内にあるトンネル

## 周辺
信号場の西側は山林だが、東側は徳浦本町の集落である。
臼津交通、徳浦バス停があり、津久見駅への便がある。
- 東九州自動車道津久見IC

## 隣の施設
九州旅客鉄道（JR九州）
■日豊本線
臼杵駅 - 徳浦信号場 - 津久見駅